# Helophorus orchymonti
Helophorus orchymonti är en skalbaggsart som beskrevs av Ales Smetana 1985. Helophorus orchymonti ingår i släktet Helophorus och familjen halsrandbaggar. Inga underarter finns listade i Catalogue of Life.